# Paul Lindenberg
Paul Lindenberg es un deportista estadounidense que compitió en vela en la clase Tornado. Ganó una medalla de oro en el Campeonato Mundial de Tornado de 1970.

## Palmarés internacional
| Campeonato Mundial | Campeonato Mundial          | Campeonato Mundial | Campeonato Mundial |
| Año                | Lugar                       | Medalla            | Clase              |
| ------------------ | --------------------------- | ------------------ | ------------------ |
| 1970               | Eau Gallie (Estados Unidos) | Medalla de oro     | Tornado            |